# Dactylanthus taylorii
Dactylanthus taylorii Hook.f. – gatunek bezzieleniowych roślin z rzędu sandałowców (Santalales) z monotypowego rodzaju Dactylanthus. Występuje endemicznie na Nowej Zelandii. 

## Nazewnictwo
Maorysi nazywają tę roślinę pua o te reinga, co oznacza "kwiat podziemia". Nazwa ta nawiązuje do sposobu, w jaki jej kwiaty wyłaniają się spod ziemi.

## Rozmieszczenie geograficzne
Rośnie naturalnie na Wyspie Północnej. Istnieje również niewielka populacja na Little Barrier Island.

## Morfologia
Dactylanthus, podobnie jak inne rodzaje z rodziny gałecznicowatych, tworzy pod ziemią bulwę o prostej budowie wewnętrznej i pozbawioną organów aż do czasu kwitnienia. Wówczas to powstaje kolbowaty kwiatostan składający się z łuskowatych liści i kwiatów znajdujących się w ich pachwinach. Kwiaty męskie mają pozostałości zredukowanego okwiatu i pręciki w takiej samej liczbie jak listki okwiatu. Kwiaty żeńskie są skrajnie zredukowane. Pozbawione są okwiatu. Ściana zalążni jest jednowarstwowa i zrośnięta z zalążkiem. D. taylorii jest rośliną dwupienną.

## Rozwój
Z kiełkującego nasiona powstaje niewielka bulwka przytwierdzająca się do korzenia żywiciela. Młoda roślina wydziela substancje powodujące rozrastanie się tkanek żywiciela, tak że z korzenia wrastają w młodego pasożyta tkanki przewodzące palczasto rozgałęziające się i przenikające bulwę. W ten sposób pasożytnicza roślina pozyskuje wszystkie składniki odżywcze. Bulwa stopniowo nabrzmiewa osiągając rozmiary pięści lub głowy. Poza tkankami żywiciela trudno w roślinie pasożytującej wyróżnić tkanki, brak też innych organów. Sytuacja zmienia się tylko podczas kwitnienia, kiedy to tworzy się wewnątrz bulwy osadka i kwiatostan okryty łuskowatymi liśćmi. Kwiatostan rosnąc przebija korę bulwy i wznosi się nad powierzchnię gruntu. 

## Biologia i ekologia
Jest rośliną bezzieleniową, co oznacza, że w ogóle nie przeprowadza fotosyntezy, lecz wszystkie potrzebne do życia substancje organiczne czerpie z organizmu żywiciela.
Preferuje wilgotne i dobrze przepuszczalne podłoża. Często rośnie w pobliżu strumieni. Występuje w miejscach, gdzie z liści drzew powstaje gruba warstwa ściółki. Najczęściej rośnie na płaskich terenach, choć czasami można znaleźć pojedyncze osobniki na pionowych ścianach skalnych, w których korzenie są wystawione na ekspozycję. 
Dactylanthus wydziela silny zapach, który wabi zapylaczy, między innymi wąsatki.

## Zagrożenia
W związku z tym, że roślina ta przez większość życia znajduje się pod powierzchnią ziemi, trudno jest określić jej stan populacji. Szacuje się, że gatunek liczy tylko kilka tysięcy osobników. Uważa się, że liczebność populacji tego gatunku ma tendencję spadkową.